# Jagodnik (Świdnica)
Jagodnik (deutsch Grunau, 1927–1945 Grunau-Jakobsdorf) ist ein Ort in der Landgemeinde Świdnica (Schweidnitz) im Powiat Świdnicki der Woiwodschaft Niederschlesien in Polen.

## Lage
Jagodnik liegt etwa acht Kilometer östlich von Świdnica (Schweidnitz) und 49 südwestlich von Breslau.
Nachbarorte sind Świdnica (Schweidnitz) im Westen, Miłochów (Nieder Giersdorf) im Osten, Jakubów (Jakobsdorf) und Boleścin (Pilzen) im Süden, Pszenno (Weizenrodau) im Norden. 

## Geschichte
„Grunow“ gehörte zum Herzogtum Schweidnitz-Jauer und wurde erstmals 1369 urkundlich erwähnt. Das Dorf war vormals in zwei Anteile geteilt, die folgenden Besitzern gehörten: 
1. Ober Grunau gehörte 1548 Hans von Seidlitz auf Kapsdorf, 1487 Adam von Gersdorf, 1566 Hans von Elbel, 1568 Abraham von Schindel, 1594 Adam von Gersdorf und 1652 dem königlichen Landschreiber Christoph Ernst von Sommerfeld und Falkenhain.
2. Nieder Grunau gehörte 1548 Balzer von Kuhl, 1594 Hans Gellhorn, 1619 Heinrich von Kuhl, 1655 Frau von Tschirnhaus. 1657 vereinigte Christoph Ernst von Sommerfeld und Falkenhain diesen Anteil mit Ober-Grunau.

1685 folgte als Besitzer des ganzen Dorfes Franz Albert von Sommerfeld, der es 1691 seinem Sohn gleichen Namens hinterließ. 1741 besaßen es dessen Erben, 1755 Johann Gottlieb von Sommerfeld und Falkenhain, schließlich seit 1783 Karl Sylvius von Gellhorn und Petersdorf.
Nach dem Ersten Schlesischen Krieg fiel Grunau mit dem größten Teil Schlesiens an Preußen. Die alten Verwaltungsstrukturen wurden aufgelöst und Grunau in den Kreis Schweidnitz eingegliedert. 1770 wurde in Grunau eine evangelische Schule gegründet, in der zeitweise ein Lehrer 58 Kinder unterrichtete. 1785 bestand das Dorf aus einem Vorwerk, einer Schule, 17 Gärtnern, acht Häuslern, zwei Wassermühlen und 190 Einwohnern. 
Grunau war evangelisch zur Friedenskirche Schweidnitz gepfarrt. Ober Grunau war katholisch zur Stadtpfarrkirche in Schweidnitz und Nieder Grunau zur Pfarrkirche in Weizenrodau gepfarrt. Grunau gehörte zum Standesamt Jakobsdorf. 1927 erfolgte der Zusammenschluss der Landgemeinden Grunau und Jakobsdorf zur neuen Landgemeinde Grunau-Jakobsdorf.
Als Folge des Zweiten Weltkriegs fiel Grunau mit dem größten Teil Schlesiens 1945 an Polen. Nachfolgend wurde es durch die polnische Administration in Jagodnik umbenannt. Die deutschen Einwohner wurden, soweit sie nicht schon vorher geflohen waren, weitgehend vertrieben. Die neu angesiedelten Bewohner stammten teilweise aus Ostpolen, das an die Sowjetunion gefallen war.